# Malatin Antal
Malatin Antal (Gödöllő, 1822. február 28. – Kalocsa, 1905. október 6.) nyomdász, Kalocsa második nyomdájának egyik megalapítója.

## Életpályája
Malatin (Malladin) Mátyás és Majer Terézia gyermekeként született. Pesten a piaristáknál járt gimnáziumba, majd 1833. november 1-jétől a Landerer nyomdában volt szedőtanonc. 1835-ben került a nyomdába Holmeyer Ferenc, Malatin későbbi üzlettársa. Miután felszabadult, külföldi vándorútra indult. 1841-ben tért vissza Pestre, ahol szedőként a Landerer nyomdában helyezkedett el. Szoros barátság kötötte Kossuth Lajoshoz, aki a Landerer nyomda épületében lakott. Malatin keze alól került ki Kossuth Lajos Pesti Hírlap című időszakija, valamint a Frankenburg Adolf által szerkesztett Életképek. 1848. március 15-én, a sajtó felszabadításakor Malatin Antal szedte ki harmadmagával, Holmeyer Ferenc irányításával, a 12 pontot és a Nemzeti dalt. Követte a kormányt 1849 januárjában Debrecenbe, május végén vissza Pestre, majd 1849. július 1-jén Szegedre. Szedőként közreműködött 1849. augusztus 11-én Kossuth Lajos lemondó nyilatkozatának kinyomtatásában. Haynau haditörvényszék elé állíttatta, de felmentették. A Landerer nyomdában dolgozott a szabadságharc bukását követően is. 1856. december 15-én önállósult Landerertől. 1857. április 17-én megállapodott Holmeyer Ferenccel, hogy Kalocsán a Fő utcán létesítenek egy nyomdát, amelyet később a Malom utcában levő emeletes épületbe költöztettek. 1882 nyarán megszüntették az üzletközösséget. Holmeyer Ferenc tulajdonában maradt a Malom utcai ház a nyomdával, Malatin Antal pedig új nyomdát alapított, amely 1898-ig állt fenn. Amikor Malatin 1898 januárjában nyugalomba vonult, a nyomdáját eladta  Holmeyer Ferenc vejének, Werner Ferencnek. Werner ezt a nyomdát összevonta az apósától örökölt Úri (ma Hunyadi) utcai nyomdával. Felesége Wagner Auguszta volt.

## Emlékezete
- Malatin Antal síremléke a kalocsai temetőben található.
- 1948. február 17-én Kalocsán az Ipartestület előtti Szent János teret Malatin térnek, a Hunyadi utca végén lévő Szent György teret Holmeyer térnek nevezték el (az utóbbinak a nevét 1971-ben Obermayer térre változtatták.) A Malatin tér ma is megvan, ott üzemel Kalocsa autóbusz-állomása.
- 1948 márciusában a kalocsai Ipartestület nagytermének falán elhelyezték a két kalocsai nyomdász alábbi szövegű, közös emléktábláját:

Legyen béke, szabadság és egyetértés!

Malatin Antal             Holmeyer Ferenc

1820-1905                       1823-1889

Negyvennyolc idusán Malatin s Holmeyer, a társ,

ők szedték a szabad sajtónak első kiadását.

Centenárjukat hálával őrzi e márvány.

A magyar nyomdai munkásság

Kalocsa és járása iparosai

Kalocsa város közönsége